# Kenta Nishioka
Kenta Nishioka (født 15. april 1987) er en japansk fodboldspiller, som spiller for den japanske fodboldklub Kagoshima United FC.